# Zambon
Zambon es una compañía italiana que opera en la industria farmacéutica y química desde 1906. La actual directora es Elena Zambon, hija del fundador de la compañía.
Las oficinas principales se encuentran en Bresso, en la Provincia de Milán y opera en tres continentes: Europa, Asia y América del Sur.
Zambon emplea aproximadamente 2.600 personas en 15 países diferentes.

## Historia

### Origen
El fundador del grupo Zambon, Gaetano Zambon, nació en Malo, en la provincia de Vicenza en 1878. Estudió farmacia y, tras ver el potencial de crecimiento del sector, empezó a vender productos farmacéuticos a las farmacias.
Unos años más tarde, en 1906, se asoció con Silvio Farina y compraron un almacén de productos médicos y fundaron el "Magazzino Medicinali Zambon". Este almacén comenzó distribuyendo productos farmacéuticos básicos como bismuto, yodo, bicarbonato o talco en polvo.
En 1911 el negocio ya se había expandido por toda la región y se vieron obligados a mudarse a nuevas oficinas.

### La Primera Guerra Mundial
Con el estallido de la guerra, se retrasó la expansión empresarial de la compañía, pero Gaetano Zambon proporcionó servicios para el Cuerpo Médico Militar, además, durante este periodo se incluyó en la compañía al socio Giovanni Ferrari.

### La posguerra y establecimiento de ZeF
En 1920, Gaetano Zambon y sus socios fundaron el primer laboratorio para productos de especialidad bajo el nombre ZeF (Zambon y Farina), para distribuir a farmacias y hospitales. En 1933 completaron el proceso de producción farmacéutico de material crudo a producto acabado, con la fabricación del primer producto sintético.

### Zambon & Co. y la Segunda Guerra Mundial
En 1937, Gaetano Zambon y Silvio Farina fueron nombrados Caballeros del Orden de la Corona de Italia y en 1938, la expansión de la compañía era tal que pasaron de 100 a 300 empleados. Durante la Segunda Guerra Mundial, el 14 de mayo de 1944 sufrieron un bombardeo y gran parte de la empresa quedó destruida.
En 1946 abrieron el nuevo Zambon, con el ministro de Comercio Extranjero, Pietro Campilli como testigo. Fueron años en los que empezaron a vender en el extranjero.
Después de la Segunda Guerra Mundial, la primera generación de Zambon entregó las riendas a la generación más joven. En 1957 Alberto Zambon tomó las riendas de la compañía él solo tras separarse de los Farina y los Ferrari.
Gaetano Zambon murió en 1959 a la edad de 81 años, y la compañía cambió su nombre una vez a Zambon.

### Internacionalización
La compañía se expandió en el extranjero tanto con la producción como en el apartado comercial.
En 1956 abrieron la primera planta de producción en Brasil bajo el nombre Zambon Laboratorios Farmacéuticos SA.
Zambon SA se estableció en Barcelona en 1960. La marca principal de Zambon en el mercado español es Ultra Levura, un probiótico.
En 1961, Alberto Zambon movió la sede principal y los laboratorios a Bresso, Milán, mientras la producción quedaba en Vicenza.

## Productos
Zambon cuenta con productos enfocados en varias enfermedades:
Enfermedad de Parkinson
- Xadago

Enfermedades Respiratorias
- Promixin

Tos y Resfriado
- Fluimucil
- Fluirespira
- Flumil
- Flumilexa
- Flutox

Salud de la mujer
- Fisiogen
- Fisiogen Ferro
- Fisiogen Ferro Forte
- Monurol

Dolor
- Durolane
- Espidicalm
- Espidibol
- Espidifen

Otras áreas
- Aceoto
- Hidonac antídoto
- Ultra Levura
- Ursochol